# کلاته اسد
کلاته اسد روستایی در دهستان میامی بخش مرکزی شهرستان میامی استان سمنان ایران است.

## جمعیت
بر پایه سرشماری عمومی نفوس و مسکن در سال ۱۳۹۵ جمعیت این روستا ۱٬۳۸۵ نفر (۳۷۹خانوار) بوده‌است.